# 田代村 (岐阜県羽島郡)
田代村（でんだいむら）は、かつて岐阜県羽島郡にあった村である。
現在の羽島郡笠松町田代に該当する。
田代村発足時は羽栗郡であったが、郡の合併で羽島郡の村となっている。

## 歴史
- 江戸時代末期、この地域は幕領（田代村）、旗本津田氏領（藤掛村・三ツ屋）であった。
- 1875年（明治8年）1月 - 旧来の田代村、藤掛村、三ツ屋村の一部が合併し発足。
- 1889年（明治22年）7月1日 - 町村制により田代村が発足。
- 1897年（明治30年）4月1日[2] - 羽栗郡と中島郡が合併して羽島郡となる。当村は羽島郡の所属となる。
- 1897年（明治30年）4月1日 - 長池村、北及村、門間村と合併し松枝村が発足。同日田代村廃止。

## その他
- 真宗大谷派笠松別院[3]によると、1586年（天正14年）の木曽川の氾濫後、この地域が尾張国葉栗郡から美濃国羽栗郡になったさい、開発は大野郡宝江村（現・瑞穂市宝江）の住民があたり、安八郡三ツ屋村（現・大垣市三津屋町）などの真宗門徒が多く移住したという。田代村の一部の旧・三ツ屋村は、安八郡三ツ屋村に由来すると推測される。